# 2022年世界陸上競技選手権大会アンゴラ選手団
2022年世界陸上競技選手権大会アンゴラ選手団は、2022年7月15日から7月24日までアメリカ合衆国のユージーンで開催された第18回世界陸上競技選手権大会のアンゴラ選手団。

## 選手団
- 人員: 選手 1人

## 選手名簿・結果
| 選手               | 種目     | 予選 | 予選 | 準決勝   | 準決勝   | 決勝     | 決勝     |
| 選手               | 種目     | 結果 | 順位 | 結果     | 順位     | 結果     | 順位     |
| ------------------ | -------- | ---- | ---- | -------- | -------- | -------- | -------- |
| マルコス・サントス | 男子200m | 失格 | 失格 | 予選敗退 | 予選敗退 | 予選敗退 | 予選敗退 |